# ديريك هيو
ديريك هيو (بالإنجليزية: Derek Vaughan)‏ هو سياسي بريطاني وبريطاني، ولد في 2 مايو 1961 في المملكة المتحدة. حزبياً، نشط في حزب العمال. في انتخابات البرلمان الأوروبي 2014، انتخب عضو في البرلمان الأوروبي عن دائرة Wales (European Parliament constituency) ‏ لترشحه ضمن قائمة حزب العمال، وقد انضم خلال فترته النيابية (1 يوليو 2014 – ) للكتلة البرلمانية التحالف التقدمي للاشتراكيين والديمقراطيين وفي انتخابات البرلمان الأوروبي 2009، انتخب عضو في البرلمان الأوروبي عن دائرة Wales (European Parliament constituency) ‏ لترشحه ضمن قائمة حزب العمال، وقد انضم خلال فترته النيابية (14 يوليو 2009 – 30 يونيو 2014) للكتلة البرلمانية التحالف التقدمي للاشتراكيين والديمقراطيين.